# Concord, Wisconsin
Concord là một thị trấn thuộc quận Jefferson, tiểu bang Wisconsin, Hoa Kỳ. Năm 2010, dân số của thị trấn này là 2.017 người.